# Halle Berry
Halle Maria Berry  (nacida Maria Halle Berry; Cleveland, Ohio; 14 de agosto de 1966) es una actriz, directora y productora estadounidense ganadora de un Premio Óscar, un Globo de Oro, dos Premios del Sindicato de Actores y un Emmy.
Berry fue una de las actrices mejor pagadas de Hollywood durante la década de 2000 y ha participado en la producción de varias de las películas en las que actuó. Berry también es un modelo de Revlon. Antes de convertirse en actriz, comenzó a modelar y participó en varios concursos de belleza, terminando como primera finalista en el concurso de Miss Estados Unidos y ocupando el sexto lugar en el concurso de Miss Mundo en 1986. Su avance cinematográfico fue en la comedia romántica Boomerang (1992), junto a Eddie Murphy, que la llevó a películas como la comedia familiar The Flintstones (1994), la comedia-drama política Bulworth (1998) y la película para televisión Presenting Dorothy. Dandridge (1999), por la cual ganó el Premio Primetime Emmy y el Premios Globo de Oro a la Mejor Actriz en una Miniserie o Película, entre muchos otros premios.
Es la única mujer afrodescendiente que ha ganado el Premio Óscar a mejor actriz principal.

## Carrera

### Inicios

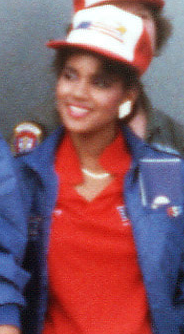
Halle Berry, Miss Ohio USA 1986.

Su madre, Judith, es enfermera y ha estado junto a ella toda su vida, a diferencia de su padre, quien abandonó a la familia cuando Halle tenía solo 4 años de edad. Su padre regresó cuatro años más tarde, pero era un hombre muy agresivo. Su madre es de ascendencia inglesa y su padre es afrodescendiente.
Consiguió el segundo lugar en el concurso Miss USA en 1986, lo que le valió el derecho de representar a los Estados Unidos en Miss Mundo en Londres, donde fue finalista, quedando en el sexto puesto. Desde entonces trabajó como modelo y actriz. En 2002 se convirtió en la primera actriz afrodescendiente en recibir un Óscar de la Academia a la mejor actriz principal, por su interpretación en Monster's Ball.
Uno de sus modelos a seguir fue Dorothy Dandridge, cantante, bailarina y actriz, a quien nombró al recoger el Óscar y a quien había representado en una película para la televisión años antes. Dandridge fue la primera actriz afrodescendiente candidata a un Óscar como protagonista en Carmen Jones, de Otto Preminger, y cuya interpretación le valió a Halle un premio Emmy y un Globo de Oro.

### 1990
El debut cinematográfico de Berry fue en un pequeño papel para Jungle Fever de Spike Lee (1991), en el que interpretó a Vivian, una adicta a las drogas. Ese mismo año Berry tuvo su primer papel coprotagonista en Strictly Business y un papel corto en "The Last Boy Scout". En 1992 Berry interpretó a una mujer de carrera que se enamora del personaje principal interpretado por Eddie Murphy en la comedia romántica Boomerang. Al año siguiente, llamó la atención del público en la adaptación televisiva de Queen: The Story of an American Family, basada en el libro de Alex Haley. Berry estaba en la película de Los picapiedras de acción en vivo interpretando el papel de "Sharon Stone", una sensual secretaria que sedujo a Fred Flintstone.
Berry asumió un papel más serio, interpretando a una ex drogadicta que lucha por recuperar la custodia de su hijo en Losing Isaiah (1995), protagonizada junto a Jessica Lange. Ella interpretó a Sandra Beecher en Race the Sun (1996), que se basó en una historia real, filmada en Australia y coprotagonizada junto a Kurt Russell en Executive Decision. A partir de 1996, fue portavoz de Revlon durante siete años y renovó su contrato en 2004.
Protagonizó junto a Natalie Deselle Reid en la película de comedia B * A * P * S de 1997. En 1998, Berry recibió elogios por su papel en Bulworthcomo una mujer inteligente criada por activistas que le da a un político (Warren Beatty) una nueva oportunidad de vida. El mismo año, interpretó a la cantante Zola Taylor, una de las tres esposas de la cantante de música pop Frankie Lymon, en la película biográfica Por qué los tontos se enamoran. En la película biográfica de HBO de 1999, Introducing Dorothy Dandridge, ella representó a la primera mujer negra nominada para el Premio de la Academia a la Mejor Actriz. Para Berry fue un proyecto sincero en que ella se involucró al punto de presentarlo, coproducirlo y luchar intensamente para que fuera aceptado. Su actuación allí fue reconocida con varios premios, entre ellos el Primetime Emmy Award y el Golden Globe Award.

### 2000
Berry interpretó a Storm / Tormenta en la adaptación cinematográfica de la serie de cómics X-Men (2000) y sus secuelas, X-Men 2 (2003), X-Men: The Last Stand (2006) y X-Men: días del futuro pasado (2014). En 2001, Berry apareció en la película Swordfish, que mostró su primera escena en topless. Al principio, se negó a ser filmada en esa tesitura (tomando el sol), pero cambió de opinión cuando Warner Brothers aumentó considerablemente sus honorarios. La breve aparición de sus pechos le supuso medio millón de dólares más a la nómina acordada. Pero Berry consideró estas historias como rumores y se apresuró a desmentirlas. Después de rechazar numerosos roles que requerían desnudos, declaró que decidió hacer Swordfish porque su entonces esposo, Eric Benét la apoyó y alentó para que tomase riesgos. Berry apareció como Leticia Musgrove, la esposa con problemas de un asesino ejecutado (Sean Combs), en el largometraje de 2001 Monster's Ball, un crudo pero esperanzado drama naturalista sobre el racismo ambientado en el Sur. Este sobresaliente trabajo le fue galardonado con el National Board of Review y el Premio Screen Actors Guild a la Mejor Actriz; en una coincidencia interesante, se convirtió en la primera mujer de color en ganar el Premio de la Academia a la Mejor Actriz (anteriormente en su carrera, interpretó a Dorothy Dandridge, la primera afrodescendiente nominada a Mejor Actriz, y que nació en el mismo hospital que Berry, en Cleveland, Ohio).
Como la "nueva chica Bond", Giacinta 'Jinx' Johnson, en el éxito de taquilla de Die Another Day en 2002, Berry recreó una escena del Dr. No surgiendo del oleaje como una nueva Venus, a imitación y cita de la Ursula Andress de hacía 40 años, cuando surgió de esa guisa ante James Bond. Lindy Hemming, diseñadora de vestuario de Die Another Day, había insistido en que Berry usara un bikini y un cuchillo como homenaje. Berry ha dicho de la escena: "Es llamativa", "emocionante", "sexy", "provocativa" y "me mantendrá ahí fuera tras ganar un Óscar". La escena del bikini fue rodada en Cádiz; se informó que el lugar era frío y ventoso, y se han publicado imágenes de Berry envueltas en toallas gruesas entre tomas para tratar de mantenerse calientes. Según una encuesta de noticias de ITV, Jinx fue elegida la cuarta chica más dura de la pantalla de todos los tiempos. Berry fue herida durante la filmación, cuando los escombros de una granada de humo le afectaron un ojo. Se retiró para una operación de 30 minutos. Después de ganar el Premio de la Academia, se pidió a los guionistas que ensancharan su papel de forma que apareciera más tiempo en pantalla en X-Men 2.
Protagonizó el thriller psicológico Gothika junto a Robert Downey, Jr en noviembre de 2003, pero durante su rodaje se rompió el brazo en una escena con Downey, quien se lo retorció con demasiada fuerza. La producción se detuvo durante ocho semanas. Fue un éxito moderado en la taquilla estadounidense (60 millones de dólares); ganó otros 80 en el extranjero. Berry apareció en el vídeo musical de la banda de metal Limp Bizkit para Behind Blue Eyes, compuesto para la banda sonora de la película. El mismo año fue nombrada la primera en la encuesta de Las 100 mujeres más atractivas del mundo de FHM.
Berry protagonizó el papel principal en la película Catwoman, por la que recibió 12,5 millones de dólares. Pero fue un auténtico fracaso: habiendo costado más de 100 millones de dólares recaudó tan solo 17 millones en su primer fin de semana y es considerada una de las peores películas jamás realizadas por los críticos. Además, Hale Berry fue distinguida con el Premio Razzie a la peor actriz por su papel; sin embargo, ella hizo de tripas corazón y apareció en la ceremonia para aceptar el premio en persona (lo que la convierte en la tercera persona y el segundo actor en hacerlo) [48], demostrando así su sentido del humor y considerando una experiencia necesaria estar al "fondo del rock" para poder llegar a estar "en la parte superior". Sosteniendo el Premio de la Academia en una mano y el Razzie en la otra, dijo: "Nunca en mi vida pensé que estaría aquí, ganando un Razzie. No es como si hubiera aspirado a estar aquí, pero gracias. Cuando era una niña, mi madre me dijo que, si no podías ser un buen perdedor, entonces no hay manera de que puedas ser un buen ganador".
En la película de suspenso Perfect Stranger (2007), Berry fue protagonista junto a Bruce Willis e interpretaba a una reportera que se encubre para descubrir al asesino de su amiga de la infancia. La película recaudó una modesta cantidad de 73 millones de dólares en todo el mundo y recibió una tibia acogida por los críticos, quienes señalaron que, pese a la presencia de Berry y Willis, se presentaba "muy complicada de factura, a más de presentar un final retorcido que es irritante y superfluo". Su próximo estreno en 2007 fue el drama Things We Lost in the Fire, coprotagonizada por Benicio del Toro, donde interpretó el papel de una viuda reciente que simpatiza con el problemático amigo de su difunto esposo. Fue esta la vez primera que trabajaba con una directora, la danesa SusanneBier, y apreció la nueva experiencia de "pensar de la misma manera" que le ofrecía. Aunque la película obtuvo solo 8,6 millones de su exhibición global, obtuvo críticas positivas de diversos autores. El Austin Chronicle descubrió que la película era "un drama a nivel interno y externo impecablemente construido, de ritmo perfecto" y destacó que "Berry aquí se muestra tan brillante y buena como siempre ha sido".
En abril de 2007 Berry recibió una estrella en el paseo de la fama de Hollywood frente al Teatro Kodak en 6801 Hollywood Boulevard por sus contribuciones a la industria del cine. Al final de esa década se había establecido como una de las actrices de más alta cotización en Hollywood: se estimaba que ganaba una media de 10 millones de dólares por película.

### 2010
Berry fue productora y actriz protagonista del drama basado en una historia real, Frankie and Alice, estrenada en 2010. La historia habla sobre Frankie Murdoch, una bailarina gogó de la década de 1970 que fue diagnosticada con Trastorno de Identidad Disociativo. Aunque la película recibió críticas mixtas, Berry recibió elogios y galardones por su actuación en un rol triple. La producción duró alrededor de diez años. 
Berry apareció en un segmento de la comedia de antología independiente Movie 43 (2013), que Chicago Sun-Times llamó "la versión de Citizen Kane". Berry encontró un mayor éxito en su próxima actuación, como operadora de 9-1-1 que recibió una llamada de una niña secuestrada por un asesino en serie, en el thriller de delitos The Call (2013). Berry se sintió atraído por "la idea de ser parte de una película que era tan poderosa para las mujeres. A menudo no jugamos roles como este, donde las personas comunes se vuelven heroicas y hacen algo extraordinario". Manohla Dargis de New York Times descubrió que la película era "un thriller realmente espeluznante",  mientras que el crítico Dwight Brown sintió que "el guión le da a Berry un personaje de cuello azul que puede hacer accesible, vulnerable y valiente [...]". The Call fue un éxito durmiente, recaudando US$ 68.6 millones en todo el mundo.
En 2014, Berry se unió a la estrella y se desempeñó como coproductora ejecutiva en la serie dramática de CBS Extant, donde asumió el papel de Molly Woods, una astronauta que lucha por volver a conectarse con su esposo y su hijo androide después de pasar 13 años. meses en el espacio. El programa duró dos temporadas hasta 2015 y recibió críticas muy positivas de los críticos. USA Today comentó: "Ella [Halle Berry] le da dignidad y gravedad a Molly, una inteligencia proyectada que te permite comprarla como astronauta y ver lo que le ha ocurrido como aterradora en lugar de ridícula. Berry está de acuerdo, y tú flotar a lo largo ".También en 2014, Berry lanzó una nueva compañía de producción, 606 Films, con el socio productor Elaine Goldsmith-Thomas. Lleva el nombre del Proyecto de Ley Anti-Paparazzi, SB 606, que la actriz impulsó y que fue firmado por el gobernador de California Jerry Brown en el otoño de 2013. La nueva compañía surgió como parte de un acuerdo para que Berry trabaje en Extant.
En la comedia stand-up, la película del concierto Kevin Hart: What Now?(2016), Berry apareció como ella misma, se opuso a Kevin Hart, asistiendo a un evento de juego de póker que sale terriblemente mal.. Kidnap, un thriller de secuestro que Berry filmó en 2014, se lanzó en 2017. En la película, ella actuaba como una camarera que seguía un vehículo cuando su hijo es secuestrado por sus ocupantes. Kidnap recaudó US$ 34 millones y obtuvo críticas mixtas de los escritores, quienes sintieron que "se desvía hacia una explotación mal escrita con demasiada frecuencia para aprovecharse de su pulposa premisa - o los talentos todavía impresionantes de [Berry]". Ella interpretó a una agente empleada  por una organización secreta de espías estadounidense en la secuela de la comedia de acción Kingsman: The Golden Circle (2017), como parte de un reparto compuesto por Colin Firth, Taron Egerton, Mark Strong, Julianne Moore y Elton John. Si bien la respuesta crítica hacia la película fue mixta, recaudó US $ 414 millones en todo el mundo.
Junto a Daniel Craig, Berry interpretó a una madre de clase trabajadora durante los disturbios de Los Ángeles en 1992 en el drama de Deniz Gamze Ergüven Kings (2017). La película encontró un estreno teatral limitado luego de su proyección inicial en el Toronto International Film Festival,  y como parte de una recepción tibia en general, Variety señaló: "Se debe decir que Berry ha dado algunos de los mejores y Las peores actuaciones del último cuarto de siglo, pero esta es quizás la única que oscila en ambos extremos en la misma película". Ella asumió el papel de asesina en la película John Wick: Chapter 3 - Parabellum, que se estrenó el 17 de mayo de 2019 por  Lionsgate.

## Vida privada

### Relaciones

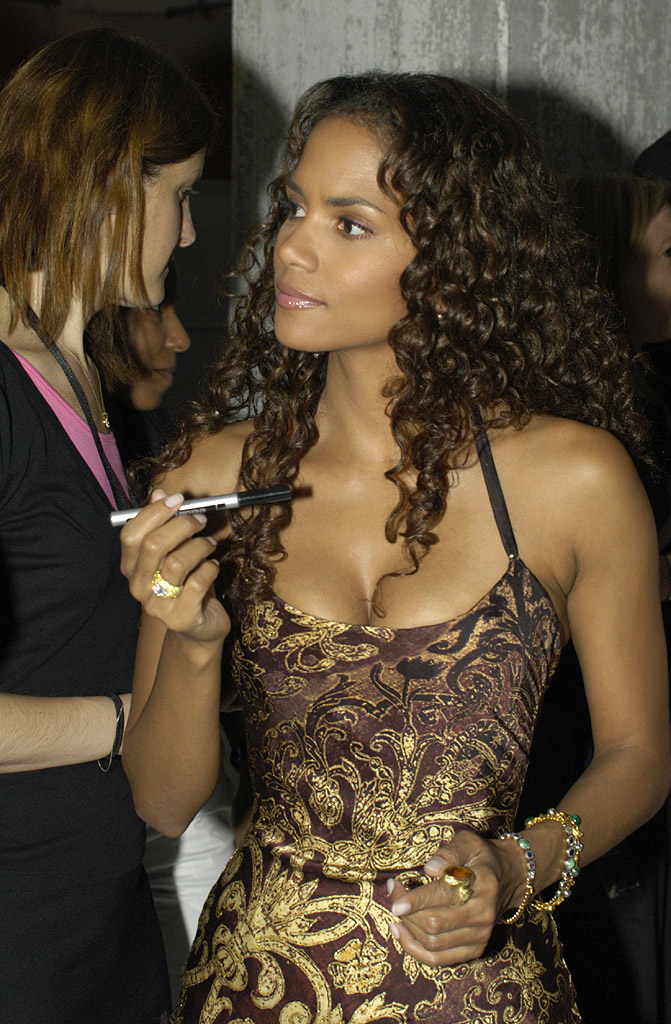
Halle Berry en 2004.

Al igual que la actriz y cantante Dorothy Dandridge, a quien personificó en una película biográfica en 1999, Halle Berry sufrió maltrato por parte de uno de sus primeros novios, quien le causó una importante disminución en la capacidad auditiva. Su primer marido, David Justice, un jugador de béisbol, al parecer era también violento. Tras un periodo de depresión y un intento de suicidio, se divorció después de tres años de matrimonio. Estuvo casada con el músico Eric Benet, del que se divorció en 2005. Berry también terminó con Gabriel Aubry, su novio modelo, y el padre de su hija Nahla cuando esta tenía 2 años.
La actriz y Olivier Martínez se casaron el 13 de julio de 2013 en el Château des Condé en Vallery, región de Borgoña (Francia). Su primer hijo en común (el segundo para Halle) nació el 5 de octubre de 2013 en el hospital Cedars-Sinai Medical Center de Los Ángeles y se llama Maceo-Robert. Tras dos años de matrimonio, se divorciaron en octubre de 2015.

### Identidad y cuestiones raciales
Berry ha declarado que la manera en que las personas han reaccionado a ella por su origen étnico es a menudo el resultado de la ignorancia. Su propia autoidentificación se ha visto influida por su madre, como la actriz ha dicho en una ocasión con estas palabras:

Después de muchas conversaciones acerca de la cuestión, mi madre corrobora lo que siempre me había enseñado: que a pesar de que seas mitad negra y mitad blanca, tú serás discriminada en este país como un negro. Cuando te vea la gente no sabrá que tienes una madre blanca a menos que lleves un signo en la frente. Y, aunque lo sepan, muchas personas creen que si tienes un gramo de sangre negra eres negra. Así que, por lo tanto, decidí dejar que la gente me categorice como quiera.

Durante la grabación del programa The Tonight Show con Jay Leno el 19 de octubre de 2007, Berry enseñó una imagen distorsionada de su rostro, comentando: "¡Aquí es donde me parezco a mi primo judío!" Durante la redacción del programa, el comentario fue oscurecido por una pista de risas. Berry más tarde declaró: "Lo que pasó fue que estaba en backstage antes del programa y tengo tres chicas que son judías que trabajan para mí. Repasábamos las fotos para ver cuáles se veían tontas, y una de mis amigas judías dijo [sobre la foto con la nariz grande], '¡Ese podría ser tu primo judío!' Y supongo que estaba fresco en mi mente, y que acababa de salir de mi boca, pero no quise ofender a nadie, yo no quise hacer ningún daño -y después del show me di cuenta que podría ser visto como ofensivo, así que le pedí a Jay que lo quitase, y lo hizo."
Para la revista Ebony marzo de 2011, Berry habló sobre las relaciones raciales, dando su opinión sobre lo que constituye la propia raza. En particular, la de su hija. Porque aunque Nahla, de 2 años, es hija de Berry y el modelo franco-canadiense Gabriel Aubry, la actriz no parece tan dispuesta a clasificar a su hija como de raza mixta. "Lo que creo es que eso es algo que va a tener que decidir", le dijo a la revista. "Yo no le voy a poner una etiqueta. Yo tuve que decidir por mí misma, y eso es lo que ella tendrá que hacer: cómo se va a identificar en el mundo. Y creo que, en gran medida, eso se basa en cómo el mundo la identifique. Así es como yo me identifiqué." Sobre su hija dice:

Pero yo siento que ella es negra. Soy negra y soy su madre, y creo en la teoría del One-drop rule (Regla de una gota).

"Si uno es de múltiples razas, tiene un reto diferente, un reto único de abarcar todo lo que eres, y sin embargo encontrar una manera de identificarse, y creo que a menudo es difícil para nosotros", explicó. "Yo me identifico como una mujer negra, pero siempre he querido integrar a mi madre y el lado blanco de lo que soy también. Por elegirlo, a menudo me he preguntado, 'Bueno, ¿eso la haría sentirse como si la estuviera invalidando por elegir identificarme más con el lado negro de mí?'"

## Activismo
Junto con Pierce Brosnan, Cindy Crawford, Jane Seymour, Dick Van Dyke, Téa Leoni y Daryl Hannah, Berry luchó con éxito en 2006 contra la instalación de Gas Natural Licuado del Puerto de Cabrillo que se propuso frente a la costa de Malibu. Berry dijo: "Me importa el aire que respiramos, me importa la vida marina y el ecosistema del océano".  En mayo de 2007, el gobernador Arnold Schwarzenegger vetó las instalaciones. Hasty Pudding Theatricals le otorgó el premio Mujer del Año 2006.  Berry participó en una campaña bancaria de teléfonos celulares de casi 2,000 casas para Barack Obama en febrero de 2008. En abril de 2013, apareció en un videoclip de la campaña "Chime for Change" de Gucci, cuyo objetivo es recaudar fondos y crear conciencia sobre los problemas de las mujeres en términos de educación, salud y justicia. En agosto de 2013, Berry testificó junto a Jennifer Garner ante el Comité Judicial de la Asamblea Estatal de California en apoyo de un proyecto de ley que protegería a los niños de las celebridades del acoso de los fotógrafos. El proyecto de ley aprobado en septiembre.

## Filmografía

### Cine
| Año  | Película                          | Personaje                                                                                                   |
| ---- | --------------------------------- | --- |
| 1991 | Jungle Fever                      | Vivian |
| 1991 | Strictly Business                 | Natalie |
| 1991 | El último boy scout               | Cory |
| 1992 | Boomerang                         | Angela Lewis                                                                                                |
| 1993 | Father Hood                       | Kathleen Mercer                                                                                             |
| 1993 | The Program                       | Autumn Haley                                                                                                |
| 1994 | Los Picapiedra                    | Agatha Crystal                                                                                              |
| 1995 | Losing Isaiah                     | Khaila Richards                                                                                             |
| 1996 | Executive Decision                | Jean |
| 1996 | Race the Sun                      | Sandra Beecher                                                                                              |
| 1996 | The Rich Man's Wife               | Josie Potenza                                                                                               |
| 1997 | B*A*P*S                           | Nisi |
| 1998 | Bulworth                          | Nina |
| 1998 | Why Do Fools Fall in Love         | Zola Taylor                                                                                                 |
| 2000 | X-Men                             | Tormenta |
| 2001 | Swordfish                         | Ginger Knowles                                                                                              |
| 2001 | Monster's Ball                    | Leticia Musgrove                                                                                            |
| 2002 | Die Another Day                   | Giacinta "Jinx" Johnson                                                                                     |
| 2003 | X2                                | Tormenta |
| 2003 | Gothika                           | Miranda Grey                                                                                                |
| 2004 | Catwoman                          | Catwoman |
| 2005 | Robots                            | Cappy (voz)                                                                                                 |
| 2006 | X-Men: The Last Stand             | Tormenta |
| 2007 | Seduciendo a un extraño           | Rowena Price                                                                                                |
| 2007 | Things We Lost in the Fire        | Audrey Burke                                                                                                |
| 2010 | Frankie & Alice                   | Frankie / Alice / Genia                                                                                     |
| 2011 | New Year's Eve                    | Enfermera Aimee Foster                                                                                      |
| 2012 | Dark Tide                         | Kate Mathieson                                                                                              |
| 2012 | Cloud Atlas                       | Mujer nativa (1849) / Jocasta Ayrs (1936) / Luisa Rey (1973) Invitada (2012) / Ovid (2144) / Meronym (2321) |
| 2013 | Movie 43                          | Emily |
| 2013 | The Call                          | Jordan Turner                                                                                               |
| 2014 | X-Men: días del futuro pasado     | Tormenta |
| 2016 | Kevin Hart: What Now?             | Money Berry (ella misma)                                                                                    |
| 2017 | Kidnap                            | Karla Dyson                                                                                                 |
| 2017 | Kingsman: The Golden Circle       | Ginger |
| 2017 | Kings                             | Millie Dunbar                                                                                               |
| 2019 | John Wick: Chapter 3 - Parabellum | Sofía al-Azwar                                                                                              |
| 2021 | Bruised                           | Jackie Justice                                                                                              |
| 2022 | Moonfall                          | Jocinda Fowler                                                                                              |
| 2024 | Never let go(Nunca te sueltes)    | Momma |

### Televisión
| Año     | Título                            | Personaje              | Notas |
| ------- | --------------------------------- | ---------------------- | --- |
| 1989    | Living Dolls                      | Emily Franklin         | Principal, 12 episodios |
| 1991    | Amen                              | Claire                 | Invitada, episodio: "Unforgettable" |
| 1991    | A Different World                 | Jaclyn                 | Invitada, cuarta temporada episodio 15: "Love, Hillman-Style" |
| 1991    | They Came from Outer Space        | René                   | Invitada, episodio: "Hair Today, Gone Tomorrow" |
| 1991    | Knots Landing                     | Debbie Porter          | Secundaria, 6 episodios |
| 1993    | Alex Haley's Queen                | Queen                  | Principal, miniserie |
| 1995    | Solomon & Sheba                   | Nikhaule / Reina Sheba | Principal, película para televisión |
| 1996    | Martin                            | Ella misma             | Invitada, episodio: "Where the Party At" |
| 1998    | The Wedding (La Boda)             | Shelby Coles           | Principal, miniserie |
| 1998    | Frasier                           | Betsy                  | Voz, temporada 5 episodio 15: "Room Service" |
| 1999    | Introducing Dorothy Dandridge     | Dorothy Dandridge      | Principal, película para televisión Globo de Oro a mejor actriz de miniserie o telefilme Premio del Sindicato de Actores a la mejor actriz de televisión- Miniserie o telefilme Emmy a mejor actriz de miniserie o telefilme |
| 2001    | América: Un homenaje a los héroes | Ella misma             | En honor a los atentados del 11 de septiembre de 2001 |
| 2005    | Their Eyes Were Watching God      | Janie Crawford         | Principal, película para televisión |
| 2008    | Gossip Girl                       | Ella misma             | |
| 2014-15 | Extant                            | Molly Woods            | Principal, 26 episodios |
| 2019    | Boomerang                         |                        | Productora ejecutiva |